# Ateleute elongata
Ateleute elongata är en stekelart som först beskrevs av André Seyrig 1952.  Ateleute elongata ingår i släktet Ateleute och familjen brokparasitsteklar. Inga underarter finns listade.